# Персимметричная матрица
Персимметричная матрица — матрица, симметричная относительно побочной диагонали, то есть такая {\displaystyle (n\times n)}-матрица {\displaystyle A}, для которой {\displaystyle a_{ij}=a_{n-j+1,n-i+1}} для любых {\displaystyle i} и {\displaystyle j}.
Например, персимметричная матрица размерности 5×5 имеет вид:
{\displaystyle A={\begin{bmatrix}a_{11}&a_{12}&a_{13}&a_{14}&a_{15}\\a_{21}&a_{22}&a_{23}&a_{24}&a_{14}\\a_{31}&a_{32}&a_{33}&a_{23}&a_{13}\\a_{41}&a_{42}&a_{32}&a_{22}&a_{12}\\a_{51}&a_{41}&a_{31}&a_{21}&a_{11}\end{bmatrix}}}.
Может быть определена через понятие перъединичной матрицы {\displaystyle J}: матрица {\displaystyle A} персимметрична, если {\displaystyle AJ=JA^{\intercal }}.
Любая линейная комбинация персимметричных матриц является персимметричной матрицей. Матрица, обратная к невырожденной персимметричной матрице, также является невырожденной персимметричной матрицей. Если {\displaystyle B} — симметричная матрица, то {\displaystyle BJ} и {\displaystyle JB} — персимметричные матрицы (одна получается из другой транспонированием).
Симметричная персимметричная матрица называется бисимметричной.